# Ром тражи место под сунцем
Ром тражи место под сунцем (ромс. Rom rodel than talav kham) је збирка поезије на ромском језику аутора Рајка Ђурића (ромс. Raiko Juric објављена 1969. године у издању Сервиса за графичке делатности Савеза КУД Београда.

## О писцу
Рајко Ђурић је рођен у Малом Орашју, 3. октобра 1947, умро у Београду, 2. новембара 2020. године. Био је српски писац, политичар и председник Уније Рома Србије. Био је и председник Међународне ромске уније и генерални секретар Ромског центра Међународног ПЕН центра.

## О књизи
Rom rodel than talav kham (Ром тражи место под сунцем) је прва збирка поезије на ромском језику у бившој Југославији.
Књига представља прву збирку уметничке поезије. Садржи 34 песме штампане ћириличним писмом на око 40-ак страница.